# McDonnell Douglas AH-64 Apache
«Апач» (англ. Apache [əˈpæʧɪ], по названию одноимённого индейского племени), заводской индекс изготовителя — Hughes Model 77, общевойсковой индекс — AH-64 от Attack Helicopter) — основной боевой вертолёт армии США с середины 1980-х годов.
На 2021 год является самым распространённым ударным вертолётом в мире.

## История

### Предпосылки
Успешное применение AH-1 «Кобра» во Вьетнаме подтвердило жизнеспособность идеи боевого вертолёта. В то же время, ситуация с предполагаемым «наследником» «Кобры» оставалась неясной. Амбициозная и дорогостоящая программа AH-56A «Шайенн» продолжалась около десятилетия и была окончательно закрыта в 1972 году. Попытки найти временную замену в виде модели S-67, модификаций S-61 и других вертолётов также оказались безуспешными. В 1972 году, в связи с принятием заместителем министра обороны США Дэвидом Паккардом решения о прекращении работ над армейским ударным вертолётом AH-56A «Шайенн» компании «Локхид» в пользу перспективного самолёта непосредственной поддержки сухопутных войск A-X (будущего A-10 «Тандерболт») для ВВС США, армейское командование, не меняя исходного названия (англ. Advanced Attack Helicopter, сокр. AAH, — с этого подхода новый вертолёт рассматривался как преемник проекта «Шайенн»), с учётом опыта недавней Четвёртой арабо-израильской войны видоизменило программу разработки перспективного ударного вертолёта под новые требования, согласно которым, разрабатываемый вертолёт предназначался, в первую очередь, для борьбы с танками противника в любое время суток, при любых погодных условиях и должен был превосходить по многим параметрам имеющиеся вертолёты AH-1 «Хьюи-Кобра», в частности по боевым возможностям, надёжности бронезащиты и живучести машины. Разрабатывавшиеся до этого авиационная техника и вооружения были заточены под условия контрпартизанской войны в Южном Вьетнаме, где у противника не было бронетехники, новый вертолёт разрабатывался под крупный региональный конфликт на Центральноевропейском ТВД против объединённых советских войск и сил ОВД. Одновременно с работами над вертолётом, предполагалось разработать усовершенствованную авионику и вооружение для него, в частности комплекс управляемого вооружения «Хеллфайер» и ракетами с лазерным наведением «Мэврик», вкупе с разнообразными тепловизионными и инфракрасными устройствами. Перспективный ударный вертолёт проектировался под заданную стоимость с прогрессивно нарастающими объёмами финансирования и планировался к постановке на вооружение в первой половине 1980-х годов, общая стоимость программы работ оценивалась в $430 млн. В новом толковании программы AAH, у неё не было конкурирующих программ, которые бы грозили перспективой постоянного «перетягивания одеяла» от одного вида вооружённых сил к другому и прекращения финансирования в пользу параллельно ведущихся программ, разрабатываемые одновременно AAH и многоцелевой вертолёт UTTAS взаимодополняли, а не исключали друг друга (даже упомянутый A-X отныне рассматривался не как конкурент, а как неотъемлемое звено в цепи скоординированных действий армейской авиации и ВВС). На съезде влиятельной неправительственной организации «Американский легион» (занимавшейся лоббированием различных проектов в высших эшелонах власти) 16 октября 1973 года в Индианаполисе было принято решение поддержать программу работ над перспективным ударным вертолётом.

### Тактико-техническое задание
Основные требования ТТЗ, выдвигавшиеся к вертолёту AAH:
- вооружение — 30-мм пушка M230 Chain Gun, 16 противотанковых ракет AGM-114 или четыре установки с 19 единицами 70-мм НАР Hydra 70;
- экипаж — 2 человека;
- характеристики: расчётная взлётная масса — 7260 кг, скороподъёмность — 12,7 м/с, перегоночная дальность с ПТБ — 1850 км;
- навигационное оборудование для полётов ночью и в плохих погодных условиях на высоте менее 30 м;
- двигатель — газотурбинный XT-700, что обеспечивало унификацию с разрабатываемым военно-транспортным вертолётом UH-60;
- система снижения ИК-излучения;
- обеспечение боевой живучести вертолёта. В частности нулевая уязвимость вертолёта при одиночном поражении 12,7-мм пулей при скорости 490 м/с и минимизация уязвимости при поражении 23-мм ОФЗ снарядом. Возможность продолжения полёта в течение минимум 30 мин после указанного воздействия по любой части конструкции машины;
- предполагаемый срок службы — 15 лет;
- расчётная стоимость серийной машины — 14 млн долларов, себестоимость производства — 11—12 млн долларов.

| Критерий сравнения                                                                                       | AAH                                         | AH-56A Cheyenne                             | AH-1Q HueyCobra                       |
| --- | ------------------------------------------- | ------------------------------------------- | ------------------------------------- |
| Скороподъёмность с полной боевой нагрузкой при полёте вблизи экранирующей поверхности при t=35 °C, м/сек | 2,286…2,54                                  | отсутствует при заданных условиях           | отсутствует при заданных условиях     |
| Мощность работы двигателей на боевом режиме во время набора высоты, %                                    | 95                                          | 100                                         | не предусмотрено для заданных условий |
| Статический потолок без влияния земли (HOGE), м                                                          | 101,6                                       | 88,9                                        | не предусмотрено для заданных условий |
| Время в полёте, мин                                                                                      | 114…150                                     | 120…180                                     | 120…132                               |
| Оптико-электронные прицельно-навигационные приборы                                                       | ПНВ пилота и оператора бортового вооружения | ПНВ пилота и оператора бортового вооружения | отсутствуют                           |
| Категория бронезащиты (калибр)                                                                           | 12,7 мм (крупнокалиберные пулемёты)         | 12,7 мм (крупнокалиберные пулемёты)         | 7,62 мм (ручное оружие)               |
| Крейсерская скорость, км/ч                                                                               | 268,5…324                                   | 363                                         | 248                                   |

### Конкурс
15 ноября 1972 года Управление армейской авиации объявило о начале конкурса подачи аванпроектов перспективного вертолёта. Участие в конкурсе приняли различные компании авиационной промышленности, в полуфинал конкурса по результатам оценки представленных аванпроектов вышли шесть крупнейших американских вертолётостроительных компаний с пятью проектами: «Боинг-Вертол» в паре с «Грумман», «Белл», «Хьюз», «Локхид», «Сикорский». В июне 1973 года двум финалистам («Белл» и «Хьюз») были выданы контракты на разработку и производство прототипов. В сентябре 1973 года программа разработки перспективного ударного вертолёта вошла в «большую пятёрку» наиболее предпочтительных программ развития армейского вооружения и военной техники (читай наиболее финансируемых), что вкупе с объёмом потенциального заказа (предполагалось закупить 475 вертолётов) стимулировало конкурсантов к интенсификации работы.

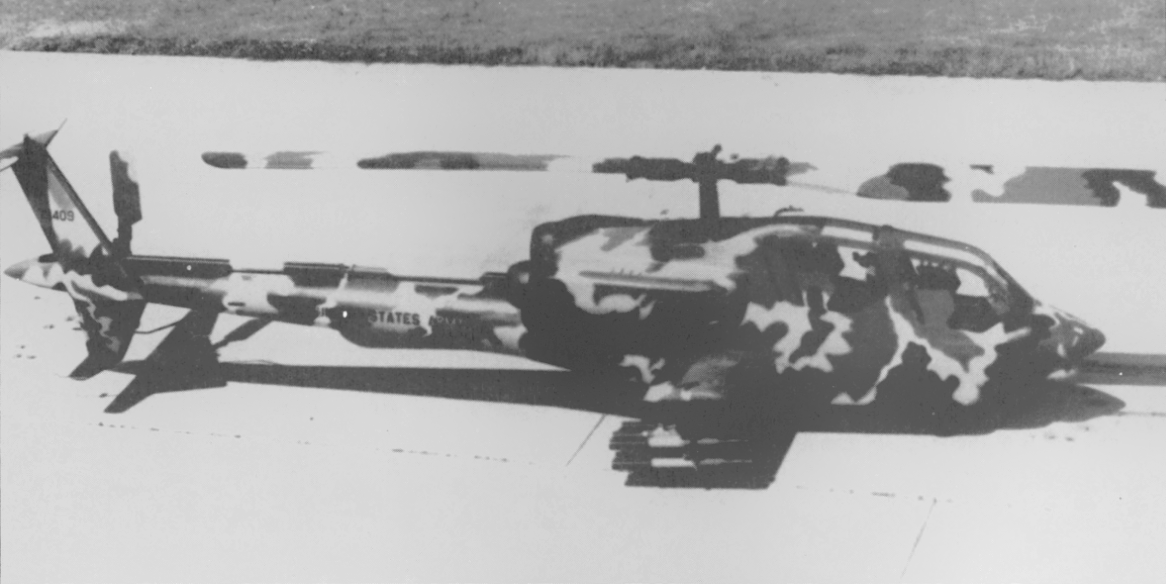
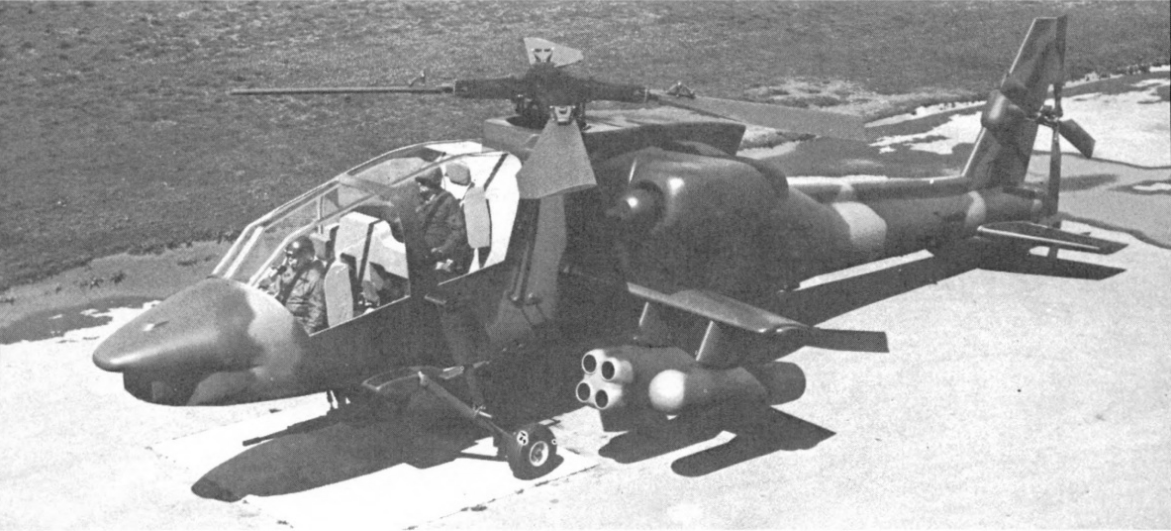

Фирма «Белл» предложила YAH-63 (Модель 409), представлявший развитие AH-1; прототип совершил первый полёт 22 ноября 1975 года. Чуть раньше, 30 сентября, впервые взлетел «Хьюз» YAH-64, пилотировавшийся лётчиками-испытателями Робертом Ферри (Robert Ferry) и Рэли Флетчером (Raleigh Fletcher). В ходе проведённых армией сравнительных испытаний образец компании «Хьюз» показал своё значительное превосходство над конкурентом в скороподъёмности и манёвренности, и в целом его характеристики превосходили армейские требования. Свою роль сыграла и авария YAH-63 в одном из испытательных полётов. В декабре 1976 года было объявлено о победе в конкурсе компании «Хьюз» с вертолётом YAH-64.

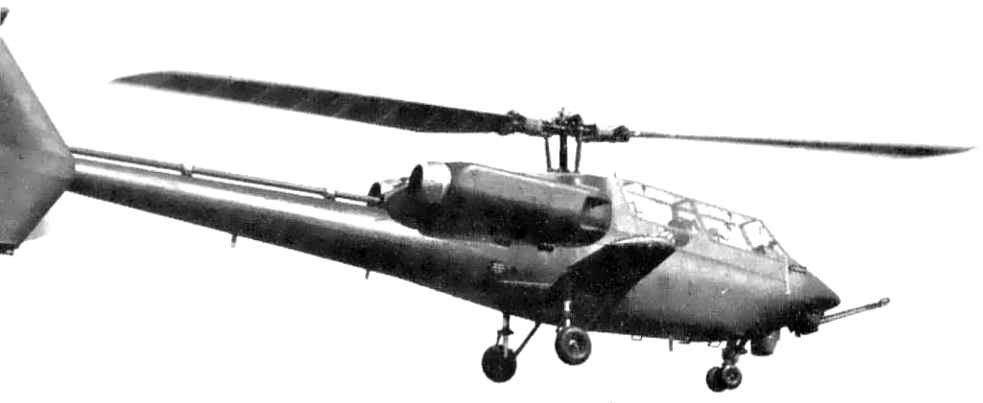
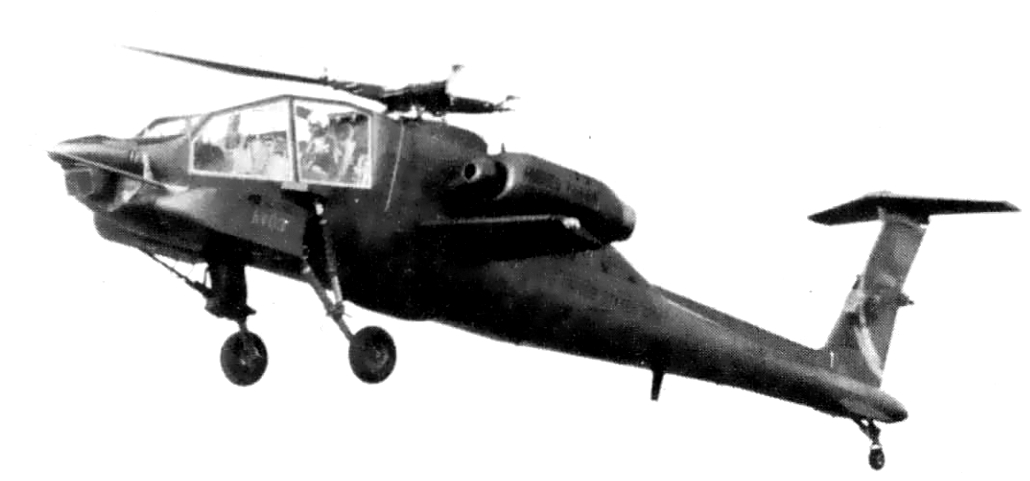

### Испытания

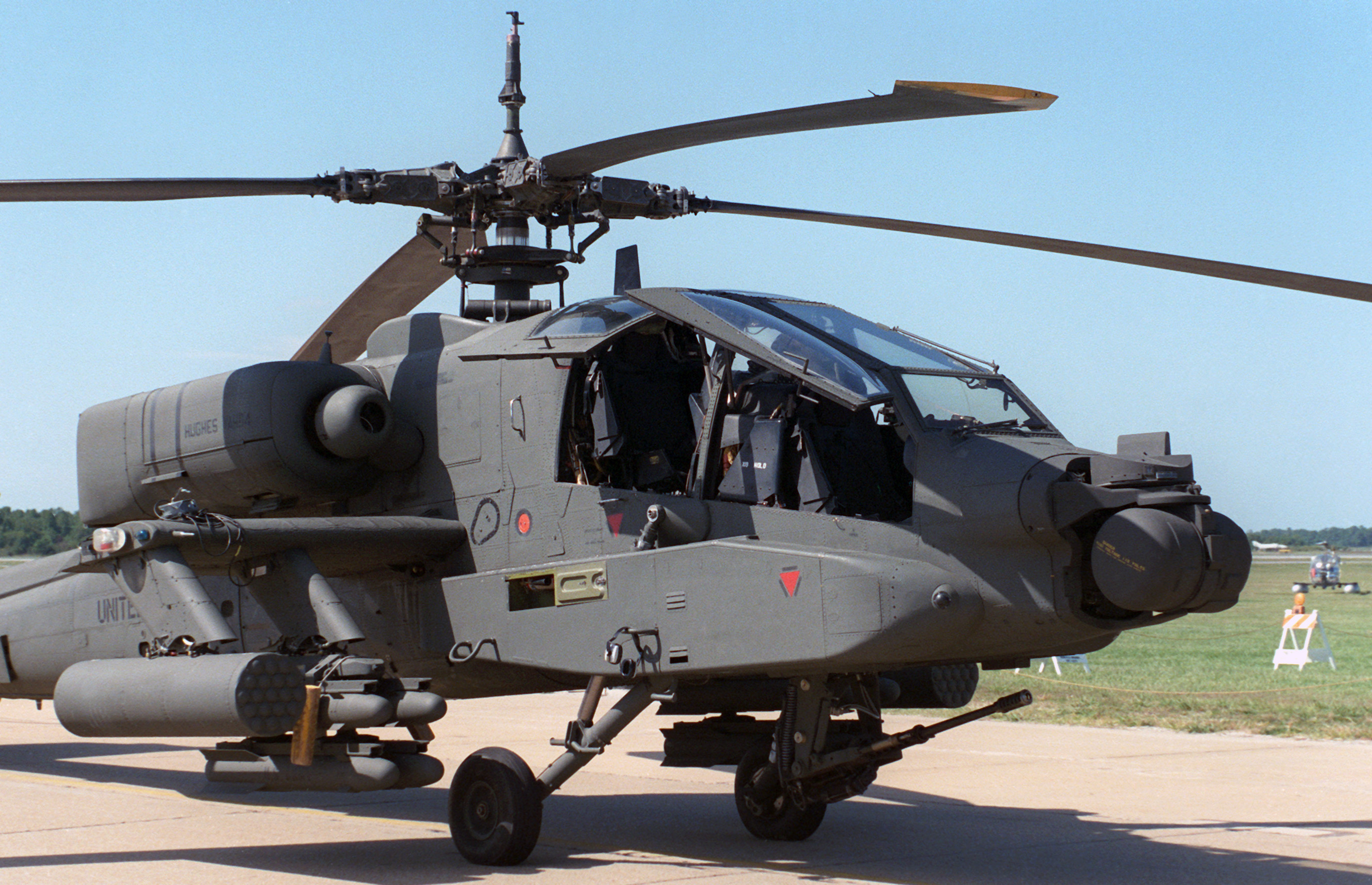
Опытный прототип YAH-64 периода войсковых испытаний в 1982 году

После победы в конкурсе фирма ещё длительное время продолжала доводочные испытания вертолёта, внеся ряд изменений в его конструкцию и бортовое оборудование. В общей сложности, объём лётных испытаний составил 2400 часов. Из-за ряда трудностей решение о серийном производстве было отложено на два года. Только летом 1981 года начались войсковые приёмочные испытания вертолёта. Строевые экипажи остались довольны новой машиной и 19 декабря того же года было принято решение о серийном производстве вертолёта под обозначением AH-64A и словесным названием «Апач».

### Производство
Для выпуска «Апачей» был построен завод в г. Меса (Аризона). Выкатывание первой серийной машины состоялось 30 сентября 1983 года, ровно через восемь лет после первого полёта AH-64. В следующем году «Хьюз», вместе с её вертолётостроительным филиалом, была поглощена корпорацией «Макдоннел-Дуглас», к которой перешло и производство вертолёта. В плане технико-экономического обоснования подготовки и организации серийного производства вертолётов MDAC на рассмотрение Управления авиационных систем Армии США было представлено 147 производственно-технических предложений, из которых чуть более трети — 57 были признаны заслуживающими внимания, из них впоследствии 17 были утверждены для дальнейшего внедрения в процесс производства и поставок вертолётов заказчику, что позволило снизить производственные затраты на 1 %.
«Апачи» стали поступать в войска и распределялись по восемнадцать вертолётов на эскадрилью. Первая эскадрилья была укомплектована вертолётами и личным составом и заступила на боевое дежурство в июле 1986 года. С 1989 года «Апачи» начали поступать в бригады армейской авиации Национальной гвардии США. Серийное производство для нужд американских вооружённых сил было завершено в декабре 1994 года после постройки 827 машин. Средняя стоимость одного вертолёта ранней модификации AH-64A оценивается примерно в 14,5 млн долларов.

## Тактико-технические характеристики
| ТТХ семейства AH-64                      |                                        |                                        |                                        |
|                                          | AH-64A                                 | AH-64D                                 | AH-64D Longbow                         |
| Технические характеристики               |                                        |                                        |                                        |
| Экипаж                                   | 2                                      | 2                                      | 2                                      |
| Длина с вращающимися винтами, м          | 17,76                                  | 17,76                                  | 17,76                                  |
| Диаметр несущего винта, м                | 14,63                                  | 14,63                                  | 14,63                                  |
| Диаметр рулевого винта, м                | 2,79                                   | 2,79                                   | 2,79                                   |
| Высота, м                                | 3,84                                   | 4,66                                   | 4,95                                   |
| Площадь, ометаемая несущим винтом, м²    | 168,11                                 | 168,11                                 | 168,11                                 |
| База шасси, м                            | 10,59                                  | 10,59                                  | 10,59                                  |
| Колея шасси, м                           | 2,03                                   | 2,03                                   | 2,03                                   |
| Масса пустого, кг                        | 4660                                   | 5165                                   | 5352                                   |
| Масса нормальная взлётная, кг            | 6650                                   | 6552                                   | 7530                                   |
| Масса максимальная взлётная, кг          | 8000                                   | 9525                                   | 10 432                                 |
| Масса топлива, кг                        | 1108 + 2712 в ПТБ                      | 1108 + 2712 в ПТБ                      | 1108 + 2712 в ПТБ                      |
| Объём топлива, л                         | 1421 + 4×871 в ПТБ                     | 1421 + 4×871 в ПТБ                     | 1421 + 4×871 в ПТБ                     |
| Двигатель                                | 2×ТВД General Electric                 | 2×ТВД General Electric                 | 2×ТВД General Electric                 |
| Двигатель                                | T700-GE-701                            | T700-GE-701                            | T700-GE-701C                           |
| Мощность, л. с. (кВт)                    | 2×1695 (1270)                          | 2×1695 (1270)                          | 2×1890 (1409)                          |
| Лётные характеристики                    |                                        |                                        |                                        |
| Максимально допустимая скорость, км/ч    |                                        | 365                                    | 365                                    |
| Максимальная скорость, км/ч              | 300                                    | 293                                    | 265                                    |
| Практическая дальность, км               | 690                                    | 482                                    | 407                                    |
| Перегоночная дальность, км               | 2020                                   | 1899                                   | 1899                                   |
| Продолжительность полёта                 | 3,57 ч                                 |                                        | 2 ч 44 мин./8 ч                        |
| Практический потолок, м                  | 6100                                   | 6400                                   | 5915                                   |
| Статический потолок, м                   | 4085/3100                              | 4570/3505                              | 4170/2890                              |
| Максимальная скороподъёмность, м/с       |                                        |                                        | 12,27                                  |
| Вертикальная скороподъёмность, м/с       | 12,7                                   | 12,7                                   | 7,5                                    |
| Нагрузка на диск, кг/м²                  | 48,6                                   |                                        | 62,1                                   |
| Максимальная эксплуатационная перегрузка | +3,5/−1,0 g                            | +3,5/−0,5 g                            | +3,5/−0,5 g                            |
| Вооружение                               |                                        |                                        |                                        |
| Пушка                                    | 30 мм M230 Chain Gun (625 выстр./мин.) | 30 мм M230 Chain Gun (625 выстр./мин.) | 30 мм M230 Chain Gun (625 выстр./мин.) |
| Боекомплект                              | до 1200 патр.                          | до 1200 патр.                          | до 1200 патр.                          |
| Ракеты «воздух-поверхность»              | 4×4×AGM-114                            | 4×4×AGM-114                            | 4×4×AGM-114                            |
| НАР                                      | 4×19×70 мм Hydra                       | 4×19×70 мм Hydra                       | 4×19×70 мм Hydra                       |

| Характеристики AH-64D в типовых миссиях (без РЛС AN/APG-78) |                      |                       |                      |                        |                       |                               |                    |                    |
|                                                             | A                    | B                     | C                    | D                      | E                     | F                             | G                  | H                  |
| Тип                                                         | противотанковая      | противотанковая       | противотанковая      | противотанковая        | воздушное прикрытие   | воздушное прикрытие           | эскорт             | эскорт             |
| Взлётная масса, кг                                          | 6552                 | 7158                  | 7158                 | 7728                   | 6874                  | 7813                          | 6932               | 7867               |
| Масса топлива, кг                                           | 727                  | 1029                  | 902                  | 1063                   | 745                   | 1086                          | 741                | 1077               |
| Крейсерская скорость, км/ч                                  | 285                  | 280                   | 272                  | 274                    | 283                   | 278                           | 287                | 283                |
| Высота полёта, м                                            | 1220                 | 1220                  | 1220                 | 610                    | 1220                  | 610                           | 1220               | 610                |
| Вертикальная скороподъёмность, м/мин                        | 448                  | 137                   | 137                  | 301                    | 293                   | 262                           | 262                | 238                |
| Продолжительность полёта                                    | 1 ч 50 мин.          | 2 ч 40 мин.           | 1 ч 47 мин           | 2 ч 30 мин.            | 1 ч 50 мин.           | 2 ч 30 мин                    | 1 ч 50 мин.        | 2 ч 30 мин.        |
| Боекомплект                                                 | 4×AGM-114; 320 патр. | 4×AGM-114; 1200 патр. | 6×AGM-114; 540 патр. | 16×AGM-114; 1200 патр. | 4×AGM-114; 1200 патр. | 4×AGM-114; 19×НАР; 1200 патр. | 19×НАР; 1200 патр. | 38×НАР; 1200 патр. |

## Модификации
- YAH-64 — опытный прототип. Построено пять экземпляров для испытаний.
- AH-64A — первая серийная модификация. Построено 827 вертолётов. В 1995—2005 годах 501 вертолёт был переоборудован в вариант AH-64D.
- GAH-64A — вариант AH-64A, переоборудованный в наземный тренажёр. Переоборудовано семнадцать вертолётов.
- JAH-64A — модификация для проведения специальных лётных исследований. Построено семь машин.
- WAH-64[англ.] — вариант для британской армии производства Agusta-Westland с двигателями Rolls-Royce, встроенной СПРА HIDAS. Поиск подрядчика Министерством обороны Великобритании осуществлялся на конкурсной основе с участием двух индустриальных команд, одна во главе с Agusta, другую возглавила Shorts, предпочтение было отдано первой, вторая стала ассоциированным подрядчиком по производству элементов конструкции и фюзеляжа вертолёта[23].
- AH-64B — вариант, модернизированный с учётом боевого опыта операции «Буря в пустыне». Имел увеличенное крыло, новые средства связи и навигации, усиленную бронезащиту. Разработка прекращена в 1992 году.

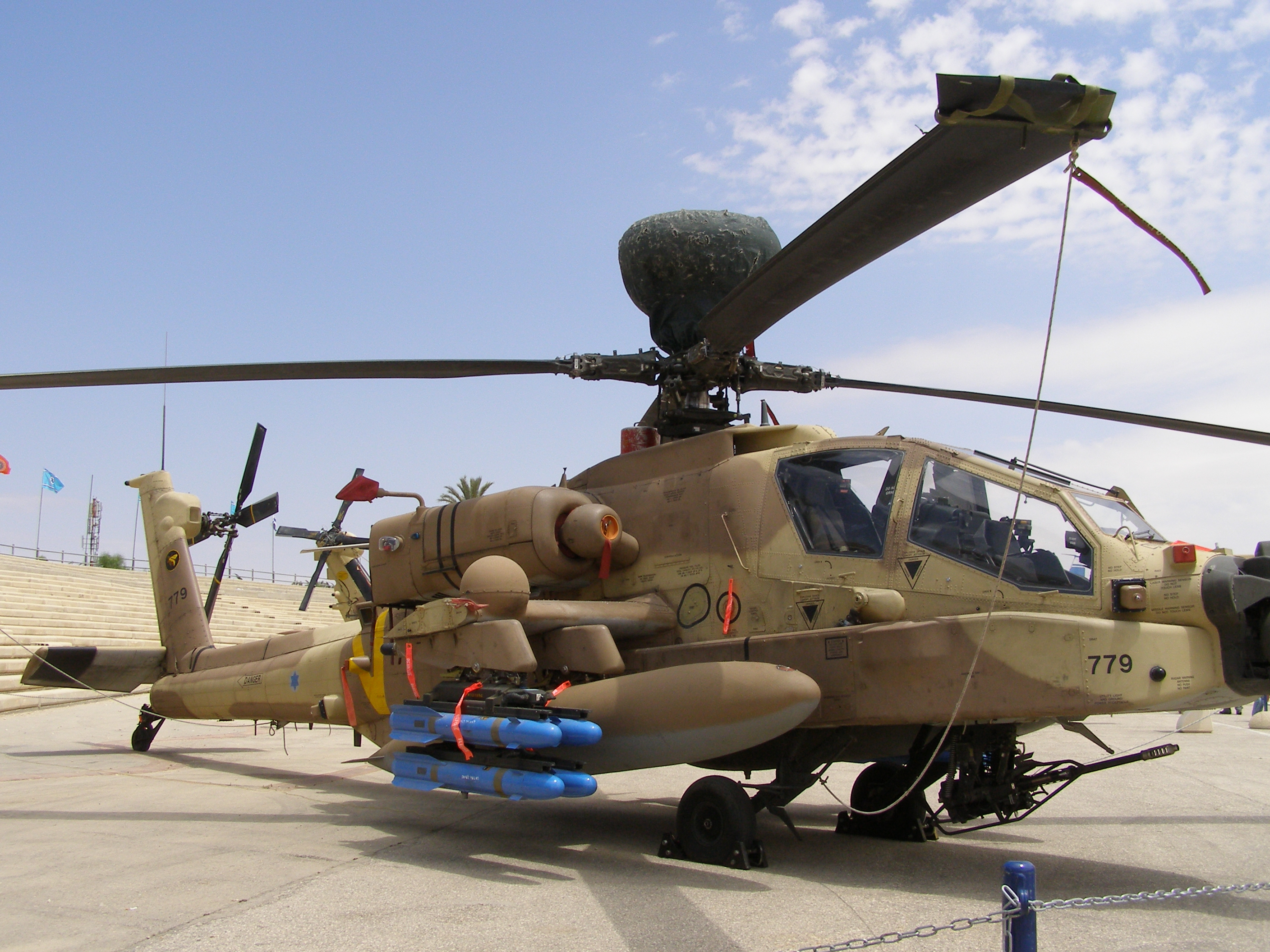
Израильский AH-64D «Сараф» в Музее ВВС Израиля

- AH-64C — модернизированный AH-64A. До закрытия программы в 1993 году было модернизировано всего два вертолёта.
- AH-64D Apache Longbow («длинный лук») — вторая основная модификация «Апача». Главная особенность — РЛС миллиметрового диапазона AN/APG-78 Longbow, размещённая в обтекаемом контейнере над втулкой несущего винта. Кроме того, установлены усиленные двигатели и новое бортовое оборудование. Поступил на вооружение в 1995 году, однако до 1997 года на «Апачах» этой модификации не устанавливалась надвтулочная РЛС. Планируется модернизировать в этот вариант все остающиеся AH-64A в 2008 году.
- AH-64D Apache Block III[24], с 2010 года AH-64E Apache Guardian («страж») — лопасти винтов выполнены из композитных материалов, двигатели T700-GE-701D (2000 л. с.)[25], более современная электронная система управления полётом, способен управлять несколькими беспилотными летательными аппаратами, скорость до 300 км/ч, дальность полёта более 1,9 тысячи км[26]. Обновления включают в себя улучшенный радар управления огнём (FCR), процессор для обнаружения целей, систему тактического управления передачей данных (TCDL), датчик метеорологических условий (IMC), пункт управления БПЛА. Усовершенствована трансмиссия. Грузоподъёмность увеличена до 9000 кг.[источник не указан 1587 дней]
- AH-64E Вlосk 2 Соmроund — Новый ударный вертолёт Apache представляет собой глубокую модернизацию модели AH-64E. Изменения коснутся практически всех элементов вертолёта. Согласно официальному описанию, AH-64E Block 2 сможет нести до 2,7 т полезной нагрузки, развивать скорость до 342 км/ч (AH-64E — 279 км/ч), дальность полёта составит 850 км, вдвое больший срок службы и на 24 % лучшую топливную экономичность при увеличении цены на 20 %. В Boeing указывают, что уже провели серию из шести испытаний для масштабной модели вертолёта AH-64E Block 2 Compound, планируется поступления на вооружение в 2028 году.

## Конструкция

### Несущая система
Конструктивно АН-64 выполнен по одновинтовой схеме с четырёхлопастными винтами. Длина лопасти несущего винта составляет шесть метров. Лопасти — композитные. Лопасти имеют пять стальных лонжеронов, покрытых стекловолокном. Задняя кромка покрыта крепким графитовым композиционным материалом, передняя выполнена из титана. Титан выдерживает лёгкие касания винтом деревьев и прочих препятствий (это свойство необходимо при облёте и огибании местности на предельно малой высоте).

### Силовая установка
AH-64 имеют два двигателя.
| Apache Модификация | Двигатель                    | Мощность   |
| ------------------ | ---------------------------- | ---------- |
| AH-64A             | General Electric T700-701    | 1696 л. с. |
| AH-64A+/D          | General Electric T700-701C   | 1890 л. с. |
| AH-64E Block III   | General Electric T700-701D   | 2000 л. с. |
| WAH-64D            | Rolls-Royce Turbomeca RTM322 | 2100 л. с. |

### Особенности конструкции

Проекции AH-64

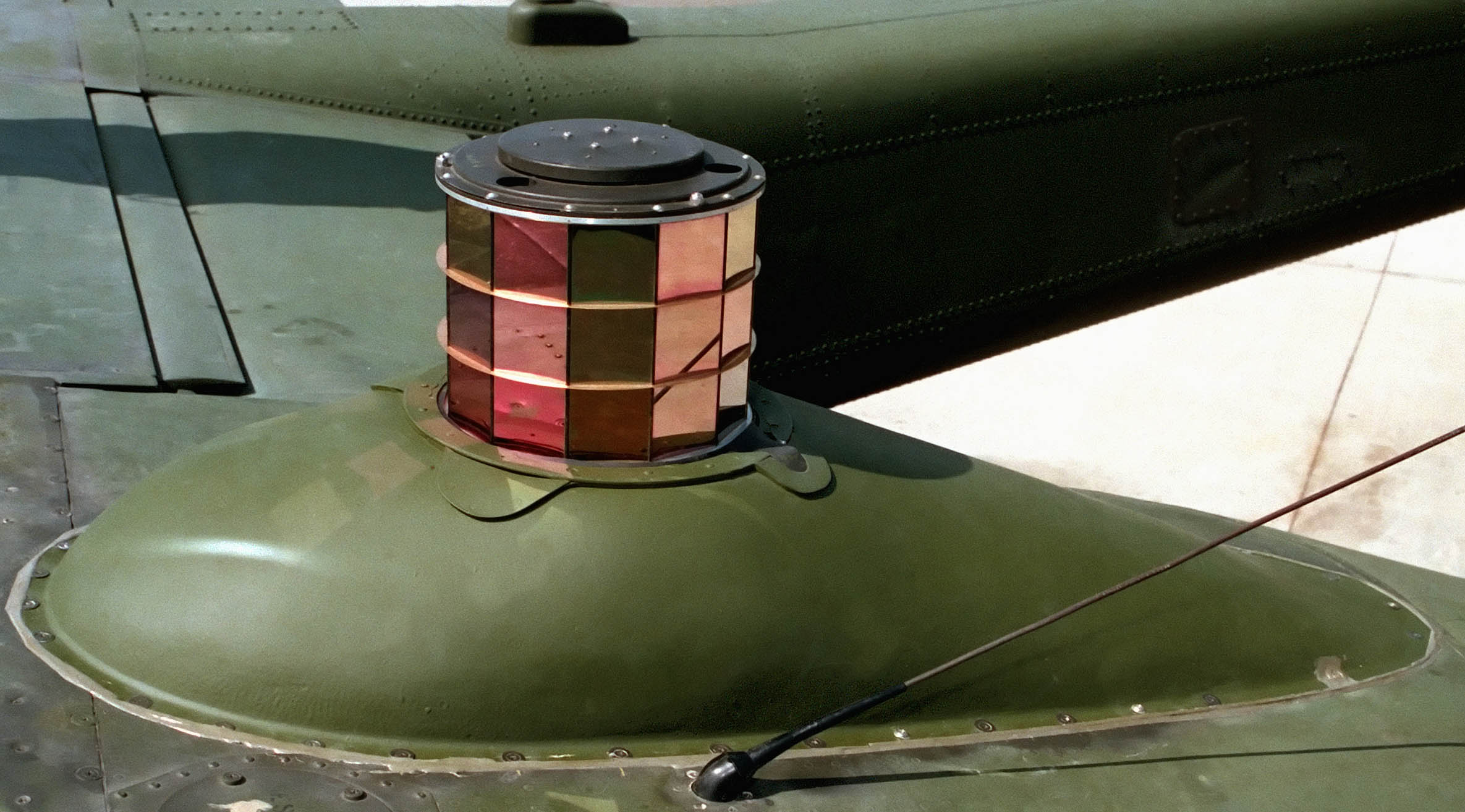
ALQ-144

- Двигатели AH-64 разнесены, являются взаимозаменяемыми.
- Также вертолёт оснащён экранными выхлопными устройствами (ЭВУ) для снижения теплового излучения выхлопа двигателей. Принцип их работы заключается в смешивании горячего выхлопа с холодным забортным воздухом.
- В носовой части фюзеляжа на турельной установке расположены: видеокамера, лазерная система измерения расстояния и подсвета цели, тепловизор, изображение с которого передаётся на телеэкран пилота, подвижная пушечная установка.
- Для снижения шума вертолёта хвостовой винт заменён на Х-образный. Лопасти ХВ установлены под разными углами, таким образом каждая из них подавляет часть шума, производимого другой. В данном случае двойной винт работает тише одиночного[27].
- Основные опоры шасси (неубирающееся шасси), снабжённые мощными амортизаторами. Амортизаторы способны поглотить энергию удара при аварийной посадке с вертикальной скоростью до 12,8 м/с, не допуская травмирования экипажа[28].
- Надвтулочный радар (для модификации D), выполняющий задачи картографирования и радиолокации.
- Система постановки ИК-помех ALQ-144 и автомат выброса ИК-ловушек.

### РЛС APG-78
- Дальность: 8 км[29]
- Диапазон, мм: (Ka-диапазон)
- Количество сопровождаемых целей: 256[30]
- РЛС обеспечивает:
  - оповещение о ракетной атаке
  - полёт на малых высотах
  - обнаружение излучающие РЛС
  - автоматическое обнаружение подвижных и неподвижных целей и их классификация[30].

### TADS

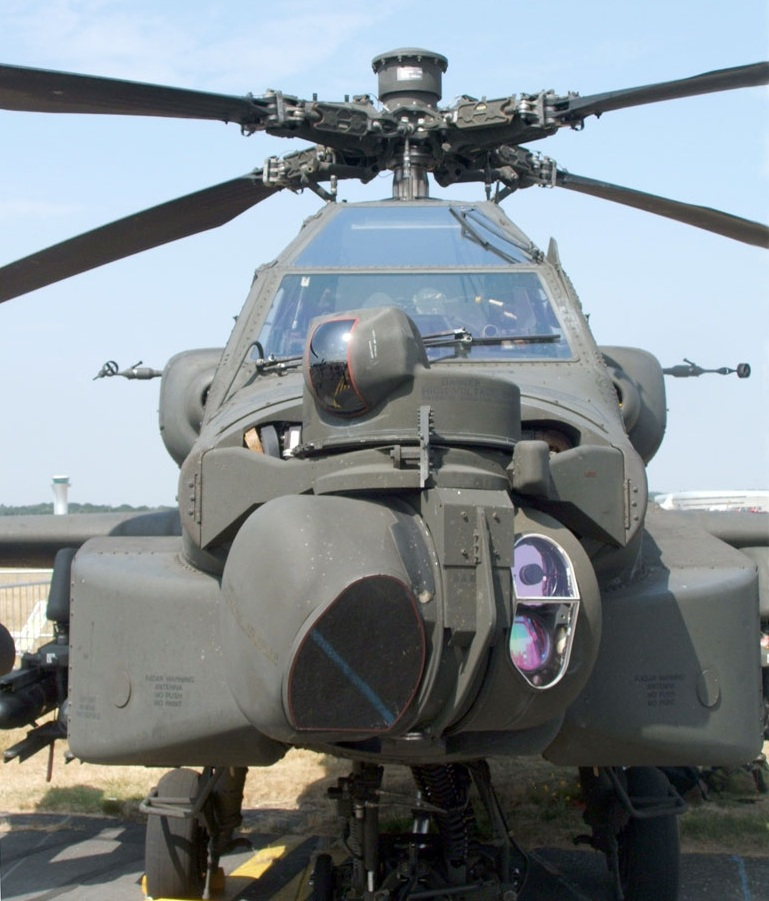
TADS

Электронно-оптическая система TADS (англ. Target Acquisition and Designation Sights, Pilot Night Vision System)
- Система TADS включает в себя следующие подсистемы:
  - лазерный дальномер-целеуказатель (LRF/D);
  - ИК-система ночного видения (FLIR) с 30-кратным увеличением;[31]
  - оптическая система прямого видения (DVO);
  - телевизионная система отображения в дневное время (DT);[32]
- Углы обзора
  - ± 120 по азимуту
  - +30/-60 по углу места.

### Вооружение

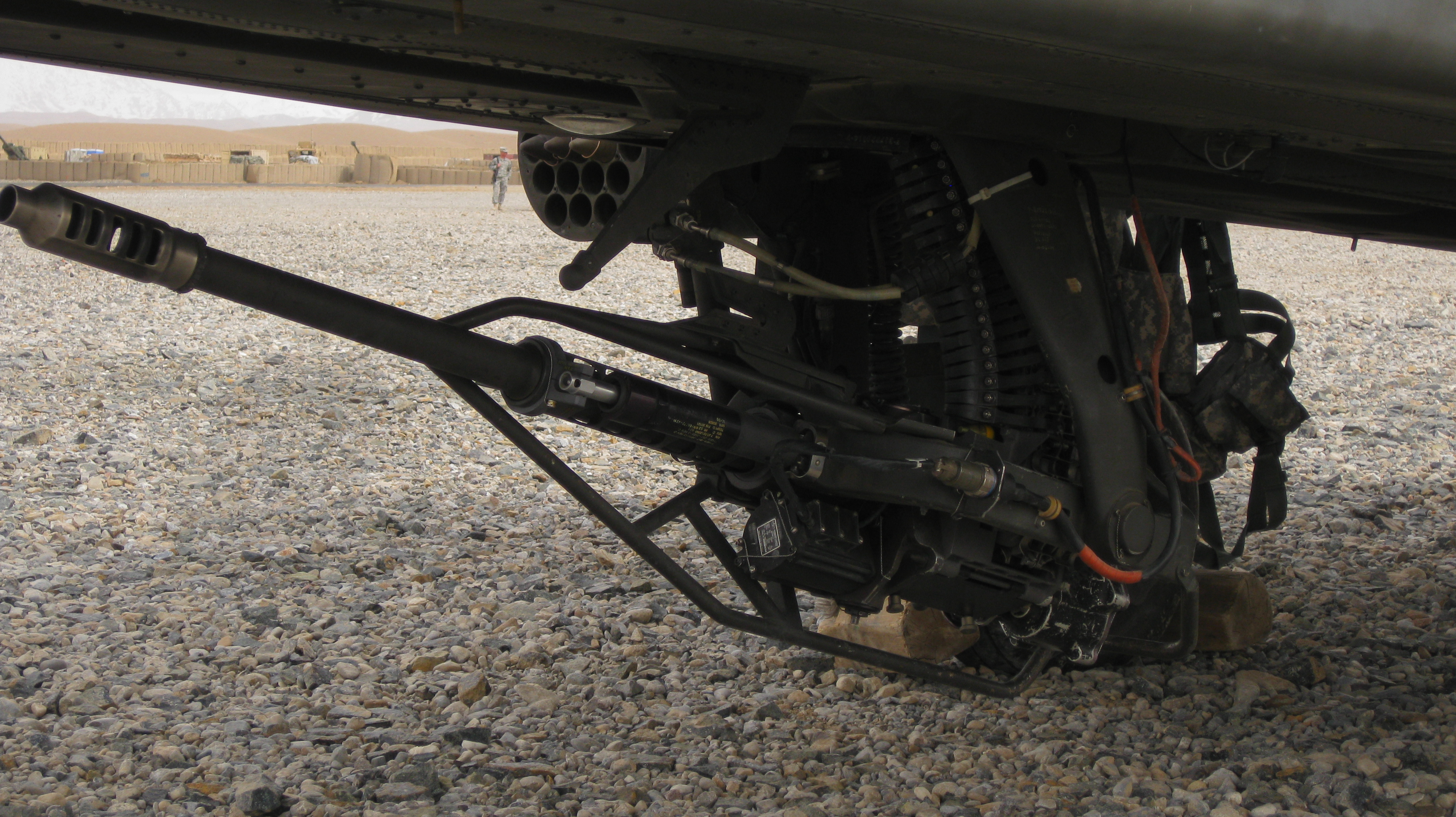
M230

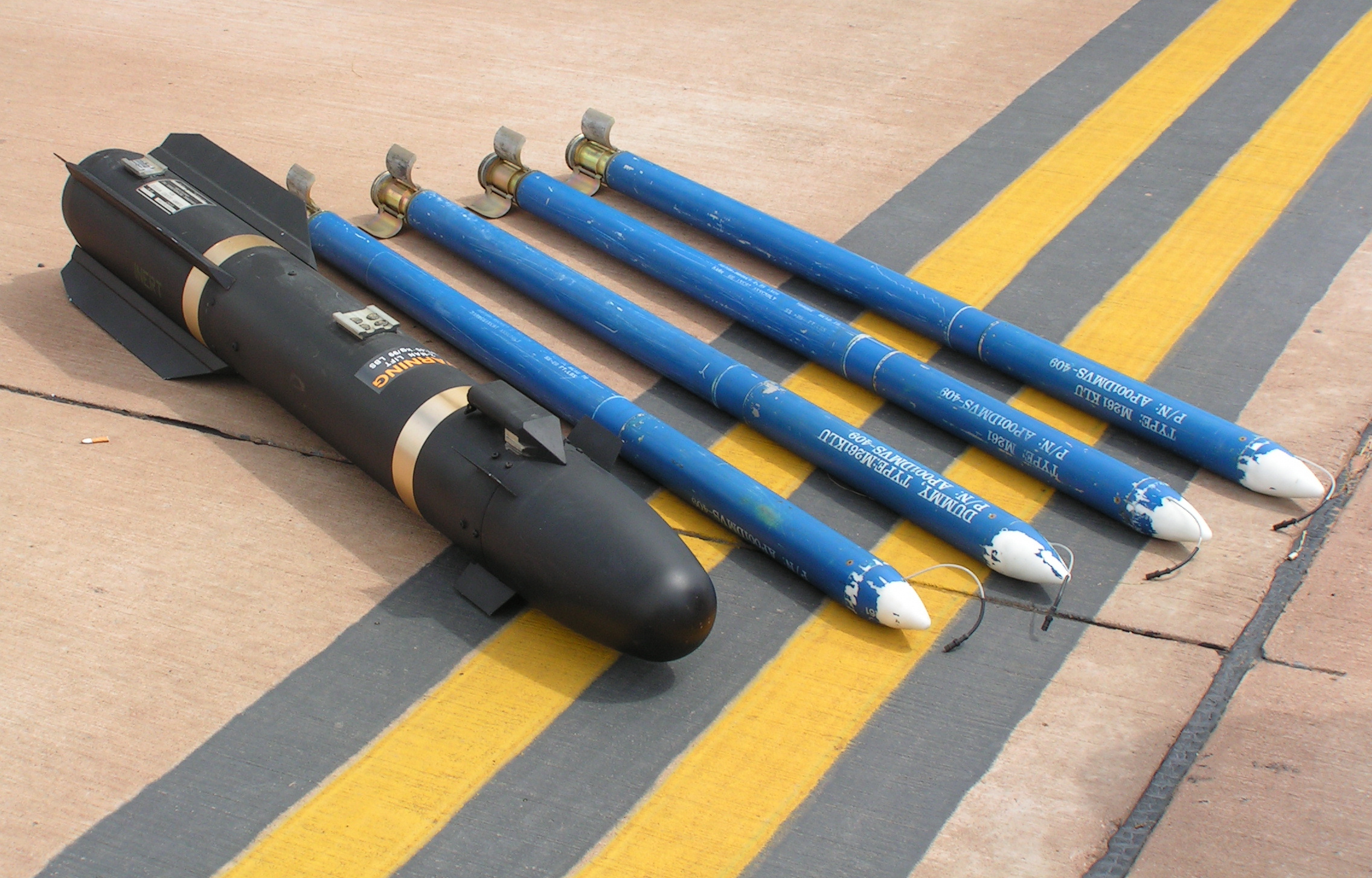
AGM-114 и Hydra 70

Авиационная одноствольная автоматическая пушка M230
- Калибр 30×113 мм B
- Длина 1,68 м
- Масса 57,5 кг
- Скорострельность 600—650 выстрелов в минуту
- Начальная скорость снарядов 805 м/с
- Привод электрический
- Виды используемых боеприпасов:
  - патрон с осколочно-фугасным снарядом М799, снаряжение: 43 г взрывчатого вещества;
  - патрон с бронебойно-кумулятивным снарядом M789 с бронепробитием около 51 мм гомогенной брони[33]

Вооружение AH-64 «Apache» позволяет ему уничтожать танки.
Основное преимущество достигается за счёт большей дальности поражения. Так, дальность действия ракеты AGM-114 «Hellfire» составляет до 11 километров, а максимальная дальность управляемых танковых ракет составляет 4-5 километров (обобщённая дальность всех существующих танковых ракет в мире, от самой малой дальности до самой большой). Дальность танковых крупнокалиберных пулемётов максимально достигает 1500 метров против воздушных целей. Также дальность ракет «Hellfire» позволяет не заходить в ближнюю зону ПВО противника (до 8 километров). Таким образом, ПЗРК «Игла», «Верба», «Стингер» не смогут поразить вертолёт, прикрывая танки, однако, ему угрожают зенитные системы Панцирь-С1 и Тор-М2, способные атаковать вертолёты в движении на марше.

## Боевое применение

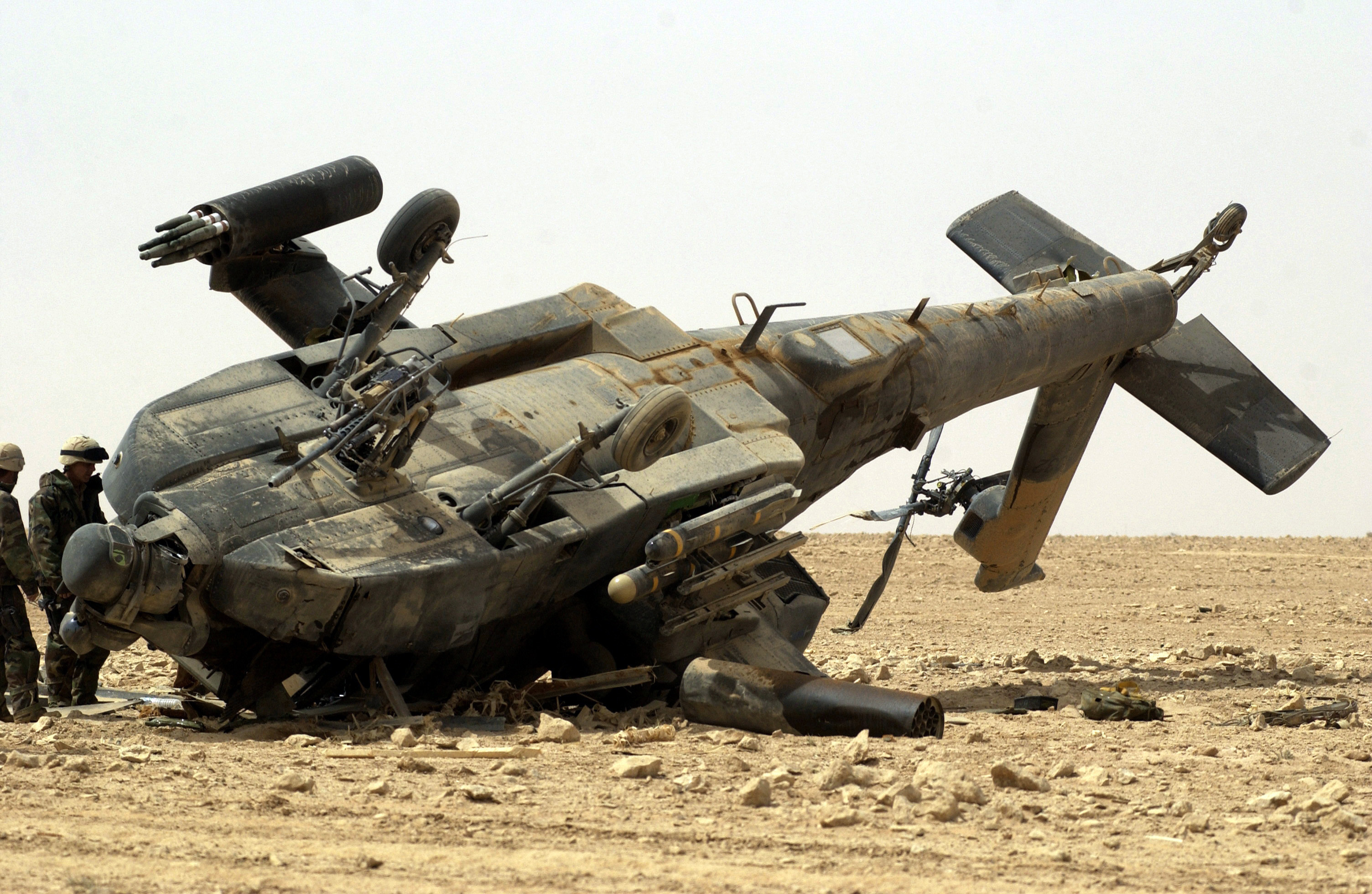
Упавший в Ираке «Апач» (позднее отремонтирован)

«Боевое крещение» AH-64 состоялось в ходе американского вторжения в Панаму в декабре 1989 года. Полученный боевой опыт был достаточно символическим: в операции приняли участие всего 11 машин. Состоялось несколько успешных пусков ракет AGM-114.
Война в Персидском заливе
Более серьёзным испытанием стала Война в Персидском заливе.
Первые вертолёты начали прибывать во второй половине 1990 года в рамках операции «Щит пустыни». В ходе этой операции AH-64 отметились тем, что случайно взорвали собственный склад вооружения — 21 ноября 1990 года вертолёт «Апач» из 1-го батальона 101-й бригады случайно запустил ракету в направлении Международного аэропорта имени короля Фахда возле Даммама, что привело к серии детонаций хранившегося авиационного вооружения.
«Апачи» сделали первые выстрелы в операции «Буря в пустыне», атаковав в ночь на 17 января 1991 две иракские радиолокационные станции в районе Багдада, представлявшие угрозу для коалиционной авиации над иракской столицей. Обе РЛС были уничтожены. В дальнейшем AH-64 приняли участие в ряде пограничных столкновений с иракскими войсками в период воздушной фазы кампании. 24 февраля началось наземное наступление Многонациональных сил; за четыре дня наземной войны AH-64 проявили себя как эффективное противотанковое средство. Также они выполняли непосредственную поддержку войск, иногда взаимодействуя с штурмовиками A-10. В одном эпизоде после налёта двух AH-64 в плен коалиционным войскам сдались 420 иракских солдат. По одним американским данным, «Апачи» уничтожили свыше 500 иракских танков, а также множество другой бронетехники. По другим американским данным, было уничтожено 278 танков, при этом проверка на то, что эти цели уже были поражены другими средствами, не проводилась. В ходе операции ими было совершено 652 вылета.
Был зафиксирован случай, когда «Апач» в одном вылете уничтожил восемь иракских Т-72. Также иногда от «Апачей» доставалось и своей бронетехнике, так огнём AH-64 были уничтожены по крайней мере один БМП Bradley (убито два и ранено шесть) и 1 БТР M113.
Ракетой AGM-114 был сбит один иракский вертолёт. Потери в ходе операции составили три вертолёта.
в Югославии
В ходе военной операции НАТО против Югославии в 1999 году эскадрилья AH-64 была переброшена в Албанию и предназначалась для поддержки возможного сухопутного наступления в Косово. Однако в конце апреля — начале мая два «Апача» были потеряны во время тренировочных полётов над Албанией, экипаж одного из них погиб. В конечном счёте AH-64 не приняли участия в боевых действиях. По утверждениям некоторых неофициальных сербских источников, около десятка «Апачей» были выведены из строя 26 апреля в результате налёта сербской авиации на авиабазу Ринас, однако сам факт проведения этой операции не подтверждается ни командованием НАТО, ни официальными сербскими представителями (согласно генералу Спасое Смиляничу, командовавшему ВВС и ПВО Югославии на тот момент, сообщения в югославских СМИ об ударах по Ринасу и другим базам НАТО являлись спекуляциями).
в Ираке (2003 год)

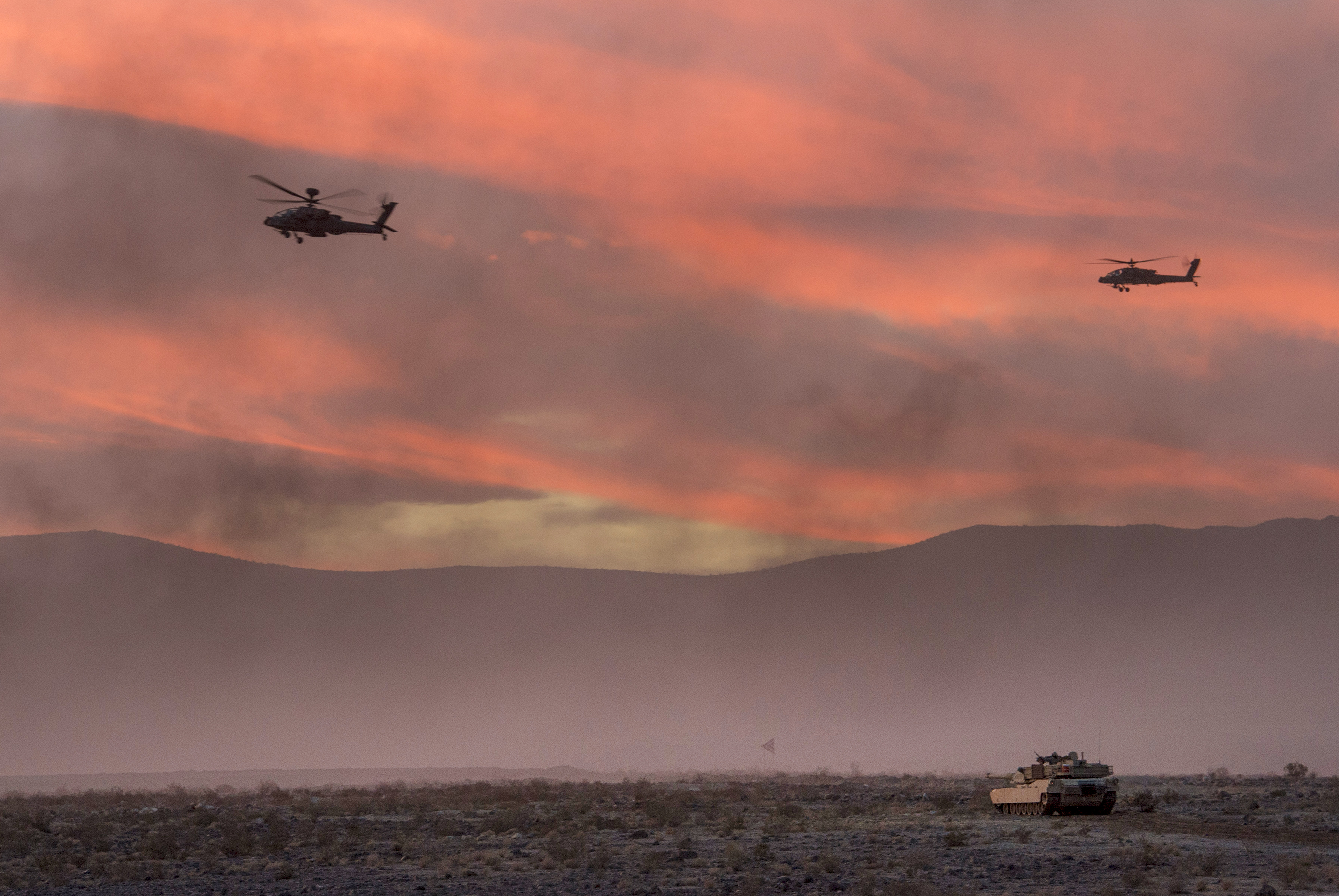
5 августа 2015 года. Два вертолёта «Апач» и танк «Абрамс» на учениях в национальном учебном центре армии в Форт-Ирвин, штат Калифорния

AH-64 активно применялись с первого дня вторжения в Ирак в марте 2003 года. Впервые были задействованы машины модификации AH-64D. В целом, «Апачи» подтвердили свою высокую репутацию в этой войне. Трудности возникали в основном из-за неудачной тактики применения, наиболее известным примером чего является рейд против бригады из состава дивизии Республиканской гвардии «Медина» 24 марта 2003 года. Во время взлёта один вертолёт разбился. На указанных позициях силы противника обнаружены не были. Более того, из-за ограниченных запасов топлива маршрут к цели пришлось проложить над населёнными пунктами. Как результат, вертолёты были замечены визуально и попали под хорошо скоординированный огонь из стрелкового оружия местного ополчения. До 30 из 33 участвовавших в налёте «Апачей» получили боевые повреждения. Один вертолёт был сбит, из вернувшихся вертолётов только семь оставались полётопригодными, два повреждённых было списано, или же все повреждённые были отремонтированы. Тем не менее, почти все машины вернулись в строй уже через 24 часа и совершили повторный вылет на атаку иракской дивизии. Экипаж сбитого вертолёта попал в плен, а сама машина была позже уничтожена ударом авиации. Во втором вылете «Апачам» удалось подбить 12 иракских танков (по другим данным всего 4 или 5 танков). Второй пилот одного из «Апачей» (оператор вооружения) был ранен в шею пулей из автомата Калашникова, пробившей броню вертолёта.
С началом в Ираке партизанской войны потери AH-64 начали возрастать. Основной причиной этого является свойственная для партизанской войны неожиданность обстрела с земли, особенно во время полёта над городскими кварталами, когда невозможно определить, откуда ведётся огонь. Вертолёт просто не успевает совершить противозенитный манёвр. Кроме того, броня «Апача» предназначена лишь для защиты от огня из пулемётов и, частично, из малокалиберных зенитных орудий. Как и любой другой вертолёт, он уязвим для ракет ПЗРК. На 2005 год в Ираке только по боевым причинам было потеряно 27 «Апачей». В 2006 году иракцы сбили возле Багдада не менее 3 «Апачей». Иракские повстанцы тщательно изучали фотографии мест дислокации американских «Апачей», выложенные в сеть. Так, в 2007 году, на основе изучения снимков был произведён миномётный обстрел мест дислокации вертолётов, в результате которого было уничтожено четыре AH-64. Кроме этого, в 2007 году, иракцы сбили в воздухе не менее 3 «Апачей». Таким образом, за первые четыре года войны иракцы уничтожили как минимум 37 вертолётов AH-64 «Апач». Потери по техническим причинам и ошибкам пилотов за этот период неизвестны. В последующий период потери также неизвестны. Тем не менее применение AH-64 «Апач» сыграло значительную роль в победе над повстанцами.
Со второй половины войны «Апач» становится основным «антипартизанским» вертолётом в том числе и в городских условиях.
Ливан
Израильские вертолёты впервые были задействованы в бою в 1991 году на территории Ливана. Они применялись во время ограниченных военных операций против «Хизбаллы» в 1993 и 1996 годах. Широкое применение «Апачи» получили в ходе второй палестинской Интифады 2000—2005 годов. Как правило, они наносили показательные удары по объектам палестинских организаций в ответ на проводимые диверсии, но поучаствовали и в настоящей поддержке наземных войск в ходе операции «Защитная стена» в марте—апреле 2002 года. В ходе Ливанской кампании летом 2006 AH-64 применялись для нанесения ударов по целям на территории Ливана. Было потеряно три машины, в том числе две столкнулись друг с другом в воздухе. По предварительным данным, все потери были небоевыми, хотя «Хизбалла» взяла на себя ответственность за сбитие всех трёх вертолётов.
в Афганистане
Британские AH.Mk1 применяются с первой удачной операции «Herrick» в феврале 2007 г., где AH.Mk1 показали себя с отличной стороны. Используются для нанесения ударов, вооружённой разведки, сопровождения транспортных вертолётов и наземных конвоев, а также для уничтожения высокопоставленных командиров талибов. Американские, британские и голландские вертолёты используются в боевых операциях в Афганистане.
Всего было безвозвратно потеряно не меньше 17 американских вертолётов AH-64 «Апач». см. Потери авиации в Афганистане.
Вооружённый конфликт в Йемене (с 2014)
В ходе вторжения в Йемен с 2015 года было сбито и разбилось не меньше 11 «Апачей» коалиции.
16 марта 2017 года в проливе Баб-эль-Мандеб вертолётом AH-64 «Апач» коалиции было атаковано пассажирское судно с иностранцами (всего на корабле было около 140 человек), которые покидали Йемен из-за войны. В результате получасовой атаки корабля с помощью НУРСов и 30-мм пушки было убито 42 гражданских лица, включая 41 иностранца и одного йеменца, ещё около 80 получили ранения.

## Аварии и катастрофы
Некоторые инциденты приведены в следующей таблице.
| № пп | Дата       | Принадлежность                         | Место катастрофы                               | Жертвы | Краткое описание |
| ---- | ---------- | -------------------------------------- | ---------------------------------------------- | ------ | --- |
| 1    | 01.06.1999 | Армия обороны Израиля                  | Недалеко от авиабазы «Рамон»                   | 1/2    | Неисправность гидравлической системы управления, совершил аварийную посадку |
| 1    | 12.06.2003 | Армия США                              | Недалеко от Фаллуджи                           | 0/2    | Сбит огнём с земли, пилоты спасены |
| 2    | 13.06.2006 | Армия США                              | Недалеко от Багдада                            | ?/2    | Потерпел крушение во время боевого вылета |
| 3    | 05.11.2008 | Сухопутные войска Греции               | Остров Эвбея                                   | 2/2    | Потерпел крушение, произошёл взрыв, пожар |
| 4    | 02.05.2010 | Армия США                              | Военная база «Макинтайр»                       | 1/2    | Потерпел крушение при посадке |
| 5    | 30.06.2010 | Армия США                              | Гора Пайкс-Пик в штате Колорадо                | 0/2    | Потерпел крушение, пилоты получили ранения |
| 6    | 30.07.2010 | Сухопутные войска Греции               | Военная база «Мегара»                          | 2/2    | Потерпел крушение из-за технической неисправности |
| 7    | 30.09.2010 | ВВС Сингапура                          | Район Вудлендс в Северном регионе              | 0/2    | Потерпел крушение из-за технической неисправности |
| 8    | 28.04.2011 | Армия США                              | Округ Монро штата Алабама                      | 1/2    | Потерпел крушение во время тренировочного полёта |
| 9    | 02.05.2011 | ВВС Греции                             | Военная база «Мегара»                          | 0/2    | Загорелся во время полёта, сгорел после аварийной посадки |
| 10   | 26.05.2011 | Армия США                              | Район Ника провинции Пактика                   | 1/2    | Потерпел крушение, уничтожен |
| 11   | 26.02.2012 | Армия США                              | Провинция Пактика                              | 0/2    | Потерпел крушение в результате потери управления |
| 12   | 28.05.2012 | Армия США                              | Провинция Вардак                               | 2/2    | Сбит огнём с земли |
| 13   | 09.04.2013 | Армия США                              | Район Пачир Ва Агам провинции Нангархар        | 2/2    | Потерпел крушение, списан |
| 14   | 25.04.2014 | Сухопутные войска Китайской Республики | Уезд Таоюань                                   | 0/2    | Упал на жилой дом |
| 15   | 06.11.2014 | Национальная гвардия США               | 3 км к югу от аэропорта Бойсе                  | 2/2    | Потерпел крушение во время ночного тренировочного полёта |
| 16   | 17.03.2015 | ВВС Нидерландов                        | 47 км к северу от города Гао                   | 2/2    | Потерпел крушение из-за технической неисправности |
| 17   | 22.08.2015 | ВВС Саудовской Аравии                  | Округ Джизан                                   | 2/2    | Предположительно сбит огнём хуситов |
| 18   | 23.11.2015 | Армия США                              | Город Вонджу провинции Канвондо                | 2/2    | Потерпел крушение в результате столкновения с [[ЛЭП\|ЛЭП]] |
| 19   | 02.12.2015 | Армия США                              | 19 км к югу от военной базы Форт-Кэмпбелл      | 2/2    | Потерпел крушение во время тренировочного полёта |
| 20   | 13.06.2016 | ВВС ОАЭ                                | Персидский залив                               | 2/2    | Потерпел крушение, списан |
| 21   | 25.07.2016 | Сухопутные войска Саудовской Аравии    | Место неизвестно                               | 2/2    | Потерпел крушение во время боевого вылета |
| 22   | 19.09.2016 | ВВС Египта                             | Город Абу-Хамад в мухафазе Шаркия              | 2/2    | Потерпел крушение, списан |
| 23   | 20.09.2016 | Сухопутные войска Греции               | На востоке нома Халкидики                      | 0/2    | Потерпел крушение во время манёвров |
| 24   | 28.12.2016 | Национальная гвардия США               | Залив Галвестон                                | 2/2    | Потерпел крушение из-за технической неисправности |
| 25   | 29.12.2016 | ВВС Саудовской Аравии                  | Округ Наджран                                  | 2/2    | Сбит огнём с земли |
| 26   | 07.08.2017 | Армия обороны Израиля                  | Авиабаза «Рамон»                               | 1/2    | Потерпел крушение из-за технической неисправности |
| 27   | 17.10.2017 | ВВС ОАЭ                                | Мухафаза Эль-Джауф                             | 2/2    | Потерпел крушение из-за технической неисправности |
| 28   | 20.01.2018 | Армия США                              | Пустыня Мохаве                                 | 2/2    | Потерпел крушение во время ночного тренировочного полёта |
| 29   | 05.02.2018 | Сухопутные силы самообороны Японии     | Посёлок Тиёда в уезде Кандзаки префектуры Сага | 2/2    | Потерпел крушение из-за технической неисправности |
| 30   | 06.04.2018 | Армия США                              | Военная база «Форт Кемпбелл»                   | 2/2    | Потерпел крушение во время ночного тренировочного полёта |
| 31   | 31.05.2018 | Сухопутные войска Саудовской Аравии    | Округ Джизан                                   | 2/2    | Предположительно сбит огнём хуситов |
| 32   | 14.09.2018 | Сухопутные войска Саудовской Аравии    | Мухафаза Эль-Махра                             | 2/2    | Потерпел крушение из-за технической неисправности |
| 33   | 20.11.2019 | Армия США                              | Провинция Логар                                | 2/2    | Потерпел крушение из-за технической неисправности |
| 34   | 29.11.2019 | Сухопутные войска Саудовской Аравии    | Место неизвестно                               | 2/2    | Предположительно сбит огнём хуситов |
| 35   | 25.02.2021 | Армия США                              | «Форт-Ракер»                                   | 0/2    | При неизвестных обстоятельствах упал на бок на армейском вертолётном аэродроме. Два пилота, находившиеся на борту, получили травмы |
| 36   | 06.06.2022 | Армия США                              | Алабама                                        | 0/2    | Потерпел крушение недалеко от армейской базы «Форт-Ракер». Два пилота получили травмы |
| 37   | 05.02.2023 | Армия США                              | Аляска                                         | 0/2    | Потерпел аварию и опрокинулся при попытке взлёта после дозаправки в аэропорту «Талкитна». Оба пилота получили травмы, в том числе тяжелые |
| 38   | 27.04.2023 | Армия США                              | Аляска                                         | 1/2    | Разбился близ Хили, в 125 км к юго-западу от Фэрбанкса. Один член экипажа погиб, другой получил тяжёлые травмы. |
| 39   | 27.04.2023 | Армия США                              | Аляска                                         | 2/2    | Разбился близ Хили, в 125 км к юго-западу от Фэрбанкса. Оба члена экипажа погибли. |
| 40   | 13.05.2023 | Армия США                              | Вашингтон                                      | 0/2    | AH-64E, приписанный к 4-6 эскадрилье воздушной кавалерии 16-й бригады боевой авиации, потерпел аварию на полигоне учебного центра «Якима» в центре штата. Оба пилота получили травмы и были срочно доставлены в мемориальный госпиталь «Якима-Вэлли». |
| 41   | 12.02.2024 | Национальная гвардия США               | Юта                                            | 0/2    | AH-64D разбился недалеко от центра поддержки армейской авиации в региональном аэропорту «Саут-Вэлли» города Уэст-Джордан. Оба пилота получили ранения и были госпитализированы.                                                                       |
| 42   | 23.02.2024 | Национальная гвардия США               | Миссиссиппи                                    | 2/2    | Разбился близ Бунвилла в округе Прентисс. Оба члена экипажа погибли. |
| 43   | 25.03.2024 | Армия США                              | Вашингтон                                      | 0/2    | AH-64E из состава 16-й бригады боевой авиации разбился недалеко от объединенной базы «Льюис–Маккорд». Оба пилота были госпитализированы. |
| 44   | 27.03.2024 | Армия США                              | Колорадо                                       | 0/2    | AH-64E из состава 4-й бригады боевой авиации разбился в Форт-Карсоне. Оба пилота получили травмы. |

## На вооружении

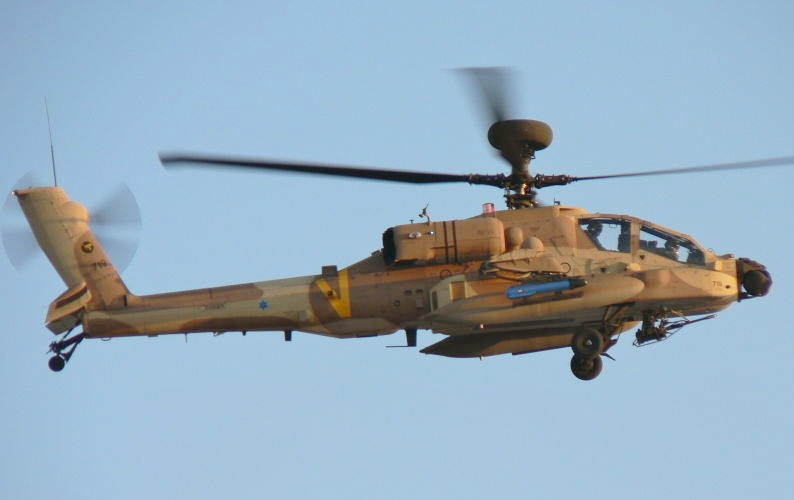
Израильский AH-64D

- Великобритания — 12 AH-64D и 38 AH-64E по состоянию на 2024 год[112]. На вооружении находятся вертолёты WAH-64D, выпускавшиеся фирмой Уэстланд по лицензии. На них установлены британские двигатели Роллс-Ройс/Турбомека RTM 322.
- Греция — 19 AH-64A и 9 AH-64D по состоянию на 2024 год[113]
- Египет — 45 AH-64D на 2022 год[114]
- Израиль — 26 AH-64A и 17 AH-64D на 2018 год[115]
- Индия — 22 единицы AH-64E по состоянию на 2022 год[116]
- Индонезия — 8 АН-64Е на 2019 год[117].
- Катар — 24 единицы АН-64Е на 2022 год[118]
- Кувейт — 16 AH-64D на 2018 год[119]
- Нидерланды — 24 AH-64D (на модернизации до AH-64E) и 4 единицы AH-64E по состоянию на 2024 год[120]
- ОАЭ — 28 AH-64D на 2022 год[121]
- Саудовская Аравия — 11 AH-64D и 36 AH-64E на 2023 год[122]
- Сингапур — 19 AH-64D на 2022 год[123]
- США — около 740 AH-64 (250 AH-64D и 490 AH-64E) на 2023 год[122]
- Китайская Республика — 29 AH-64E на 2016 год[124].
- Южная Корея — 36 AH-64E на 2018 год[125]
- Япония — 12 AH-64D на 2022 год[125][126]
- Польша — 96 AH-64 заказано

## В популярной культуре
- «Апачу» посвящён художественный фильм «Огненные птицы» (1990) с Николасом Кейджем и Томми Ли Джонсом в главных ролях.
- Фильм "Голубой гром" (1983) можно рассматривать как медийную поддержку новейшего вертолёта.
- Для домашних компьютеров существует несколько авиасимуляторов, имитирующих AH-64: серия Jane's Longbow, Enemy Engaged, Apache: Air Assault, мод Apache Project для Arma 3 и высокопроработанная платная модель для DCS World, позволяющая летать с другом на одном вертолёте по сети. Также «Апач», как главный герой, представлен в игре Desert Strike, в котором, однако, хвостовой винт заменён на фенестрон.

## Комментарии
1. ↑  Правильное англоязычное произношение вертолёта «Апа́чи» (одинаково в единственном и множественном числах), устоявшееся написание и произношение по-русски «Апач».